# Kammerdiener
Der Kammerdiener oder Kammerknecht, auch als Kämmerling oder Kämerling, Cämerling oder Kämmerer bezeichnet, lateinisch auch cubicularius oder diaetarius, war Träger eines gehobenen Hofamtes insbesondere an Fürstenhöfen des 16. bis 18. Jahrhunderts. Er zählte zur Kammer, den persönlichen Bediensteten eines Herrschers. Zu seinen Aufgaben gehörte die Aufsicht und Pflege der fürstlichen Privatgemächer, er stand meist in einem engen Vertrauensverhältnis zu seinem Herrn, wobei man sehr große (beispielsweise kaiserliche) Höfe durch ihre Vielzahl an Personen mit gleichen Hofämtern ausnehmen muss. Sein weibliches Pendant war die Zofe.

## Bekannte Kammerdiener
- Jan van Eyck 1390–1441 Kammerdiener Herzog Philipps des Guten
- Pierre de La Porte 1603–1680[4]
- Johannes Kunckel 1630–1703 „Geheimer Kammerdiener“
- Michael Gabriel Fredersdorf 1708–1758
- Christian Daniel Rauch 1777–1857
- August Sabac el Cher um 1836–1886
- Johann Loschek (1845–1932), Kammerdiener des Kronprinzen Rudolf von Österreich-Ungarn
- Eugen Ketterl (1859–1928), Kammerdiener von Kaiser Franz Joseph I.
- Heinrich Philipp Boßler (1744–1812), Kammerdiener und Sekretär des Prinzen Ludwig Georg Karl von Hessen-Darmstadt

## Weiterführende Literatur
- Hermann Kellenbenz: Der Kammerdiener, ein Typus der höfischen Gesellschaft. Seine Rolle als Unternehmer In: Vierteljahrschrift für Sozial- und Wirtschaftsgeschichte Bd. 72, 1985, S. 476–507